# Handycam

Sony Handycam商標

Handycam是Sony公司的消費性攝影機品牌。Sony自1980年代成功開發出CCD感光元件後，1985年1月，第一台Handycam M8問世以來至今。配合自身在硬體領域上的優異技術與卓越的CCD感光元件，在數位攝影機市場，目前在全球消費性數位攝影機市场取得占有率第一。

## Handycam共同特點
- 大部份的機種都搭載德國卡爾·蔡司（Carl Zeiss）Vario-Sonnar鏡頭，高階機款搭載卡爾·蔡司Vario-Sonnar T*鏡頭。
- 大部份的機種都使用Memory Stick記憶卡。
- 2005年起消費型HD高畫質磁帶式機款錄影採用1440x1080（MPEG-2）格式。
- 2006年起消費型HD高畫質機款（硬碟、光碟、記憶卡3種機款）錄影採用1440x1080 AVCHD（MPEG-4 AVC/H.264）格式。
- 2007年起消費型HD高畫質機款支援x.v.Color技術。
- 2008年起消費型HD高畫質機款（硬碟、光碟、記憶卡3種機款）錄影解析度提升為1920x1080。
- 2008年起消費型硬碟式機款及光碟式機款支援HYBRID多重儲存媒體功能，具備兩種儲存媒體（硬碟／記憶卡）硬碟／記憶卡皆可存取動態影像。
- 2010年起消費型硬碟式機款及記憶卡式機款支援Direct Copy檔案直接複製功能，將拍攝的影片不須透過電腦而直接儲存在外接式硬碟。
- 2010年起，Handycam將全面支援Memory Stick記憶卡和SD卡(含SDHC)。

## 產品系列
- 主機正確資訊可參閱Sony ecatalog Handy-cam列表

### 專業機型
專業級機型均採用磁帶式（MiniDV）紀錄影像，廣播級設備由HDCAM、XDCAM、HDCAM SR取代。

#### HDR高畫質系列
- 2004年11月－FX1
- 2006年11月－FX7
- 2008年11月－FX1000（此機是全球第一部採用整合了Sony全球知名之光學技術的「G Lens」鏡頭的攝影機）
- 2010年1月－AX2000

#### DCR一般畫質系列
VX2000、VX2100

### 消費機型

#### NEX高畫質可交換鏡頭式系列
Full HD 1080

##### 記憶卡式
- 2010年9月－VG10

#### HDR高畫質系列
Full HD 1080

##### 記憶卡式
- 2007年4月－CX7K
- 2008年4月－TG1
- 2008年8月－CX12
- 2009年5月－CX100（內建8GB記憶體）
- 2009年5月－TG5（內建16GB記憶體）
- 2009年8月－CX500（內建32GB記憶體）.CX520（內建64GB記憶體）
- 2010年3月－CX150（內建16GB記憶體）、CX350（內建32GB記憶體）、CX550（內建64GB記憶體）
- 2011年3月－PJ10（投影攝影機，內建16GB記憶體）、PJ30CX350（投影攝影機，內建32GB記憶體）、CX700（內建96GB記憶體）
- 2011年4月－CX160
- 2011年5月－TD10（3D攝影機，內建64GB記憶體）
- 2011年6月－PJ50（投影攝影機，內建220GB記憶體）
- 2011年9月－PJ5（投影攝影機）

##### 硬碟式
- 2006年4月－SR1
- 2007年4月－SR5、SR7、SR8
- 2008年4月－SR10、SR11(60G)、SR12(120G) （支援記憶卡可存取動態影像）
- 2009年4月－XR100(80G)、XR200(120G)、XR500(120G)、XR520(240G)（XR500、XR520是採用「G Lens」鏡頭的攝影機）
- 2010年3月－XR150、XR350、XR550
- 2011年6月－XR160、

##### 光碟式
- 2006年4月－UX1
- 2007年4月－UX5、UX7
- 2008年4月－UX20（內建8GB記憶體且支援記憶卡可存取動態影像）

##### 磁帶式(Mini DV)
- 2005年4月－HC1
- 2006年4月－HC3
- 2007年4月－HC5、HC7
- 2008年4月－HC9

#### bloggie隨身高畫質系列
- 2010年3月－MHS-PM5K（360 度環景攝影功能,支援MS和SD記憶卡）
- 2010年3月－MHS-TS20K（內建約 8G 記憶體,但不支援記憶卡）
- 2011年3月－MHS-FS3K

#### DCR一般畫質系列

##### 硬碟式
- 2006年4月－SR100
- 2007年4月－SR30、SR40、SR60、SR200、SR300
- 2008年4月－SR65、SR85、SR220（支援記憶卡可存取動態影像）
- 2009年5月－SR87
- 2010年3月－SR68

##### 記憶卡式
- 2010年10月－SX20K
- 2011年4月－SX65

##### 光碟式
- 2004年4月－DVD201
- 2005年4月－DVD703、DVD803
- 2007年4月－DVD705、DVD805、DVD905
- 2008年4月－DVD810（支援記憶卡可存取動態影像）

##### 磁帶式(Mini DV)

###### HC系列
- 2005年4月－HC20、HC1000
- 2006年4月－HC22、HC32、HC42
- 2007年4月－HC46、HC96

###### PC系列
- PC101
- PC110
- PC115
- PC330
- PC350
- PC1000
- PC55

##### 磁帶式(Micro MV)
- IP7
- IP220
- IP1

## 外部連結
- Sony Handycam官方網站（页面存档备份，存于）（日語）
- Sony Handycam官方網站（繁體中文）
- Sony Handycam官方網站（繁體中文）
- Sony Handycam歷史網站（页面存档备份，存于）（日語）